# Король Гийом
«Король Гийом» (фр. King Guillaume) — французский фильм, вышедший на экраны в 2009 году. Альтернативные названия: «Король Вильгельм, не такой уж завоеватель» и «Королевское наследство».

## Сюжет
Супруги Гийом и Магали не слишком богаты, но счастливы — они любят друг друга, и у них скоро должны родиться близнецы. Гийом работает водителем туристического автопоезда и копит деньги на покупку небольшого дома. Неожиданно он узнает, что является наследником короля маленького островка между Францией и Англией в проливе Ла-Манш, а его отец — король острова — умирает.

## В ролях
- Пьер Ришар — Вильям-Фернанд
- Флоренс Форести — Магали[1]
- Пьер-Франсуа Мартен-Лаваль — Гийом
- Фридерик Пруст — Кристиан
- Изабель Нанти — Памела-Гизель

## Восприятие
Критик Джордан Минцер в своей статье для Variety отметил, что этот фильм «мало что может спасти, кроме дурашливой подачи, которая могла бы лучше сработать в качестве анимационного фильма». Изабель Ренье (Le Monde) положительно оценила комическую игру Форести, сам же фильм посчитав «союзом очень безумной первоначальной идеи и серии искромётных шуток».